# Turgai (Fluss)
Der Turgai (russisch Турга́й; kasachisch Торғай Torghai) ist ein 825 Kilometer langer Fluss im Nordwesten Kasachstans.

## Verlauf
Der eigentliche Turgai entsteht in einem unübersichtlichen Sumpfgebiet aus den Quellflüssen Schaldama von rechts und Kara-Turgai („Schwarzer Turgai“) von links. Beide entstehen wiederum aus jeweils mehreren kleineren Quellflüssen, wobei erstere ihre Ursprünge im Steppengebiet westlich und nordwestlich der Stadt Arqalyq haben, zum Teil bereits im benachbarten Gebiet Aqmola, während die Quellflüsse des Kara-Turgai in Höhen zwischen 500 und 800 m im Nordwestteil der Kasachischen Schwelle, etwa auf halbem Weg zwischen Arqalyq und Schesqasghan im Westen des Gebietes Qaraghandy entspringen.
Der Turgai fließt zunächst in westlicher bis südwestlicher Richtung und durchschneidet in einem weiten, 20 bis 75 Kilometer breiten Tal tektonischen Ursprungs, der Turgaisenke (russisch Turgaiskaja loschbina), das ebenfalls nach ihm benannte Turgaiplateau. Besonders auf diesem Abschnitt mäandriert der Fluss stark, bildet eine Vielzahl von Armen und kleinen Seen inmitten von Sümpfen. Insgesamt nimmt die zunächst durchflossene steppenartige Landschaft allmählich den Charakter einer Halbwüste an; zunehmend sind auch Salzseen verbreitet.
Nach dem Verlassen des Gebietes Qostanai wendet sich der Turgai etwa 70 Kilometer südöstlich des Dorfes Yrghys bei der Einmündung des rechten Zuflusses Yrghys (Irgis) nach Südosten, später nach Osten, und mündet schließlich in den im äußersten Nordosten des Tieflands von Turan gelegenen, 1800 km² großen Salzsee Schalkartengis, der nur im Frühjahr Wasser führt und hauptsächlich durch den Turgai gespeist wird. Der See liegt in einem abflusslosen Becken im äußersten Südosten des Gebietes Aqtöbe, knapp 200 Kilometer nordöstlich der Stadt Aral.
Der Fluss ist auf seiner gesamten Länge kaum breiter als 50 Meter, im Unterlauf noch gut 30 Meter, bei einer Tiefe von zwei Metern. Die Fließgeschwindigkeit beträgt dort 0,2 m/s. Die bedeutendsten Nebenflüsse sind Ulkajak und Irgis, beide von rechts.

## Hydrologie
Das Einzugsgebiet des Flusses umfasst 157.000 km², nach anderen Angaben nur 60.000 km².
Der mittlere jährliche Abfluss beträgt am Mittellauf am Pegel Tussum, 476 Kilometer oberhalb der Mündung, 10,4 m³/s. Von November bis März/April friert der Fluss zu. Er wird vorwiegend von Schmelzwasser gespeist und führt daher während der Schneeschmelze im Frühjahr (April bis Mai) Hochwasser.
Der Mineralgehalt des Wassers schwankt zwischen 300 und 600 mg/l während des Frühjahrshochwassers und von 1,5 bis 2,0 mg/l während des sommerlichen und von 1,5 bis 2,0 mg/l während des winterlichen Niedrigwassers. Im Unterlauf ist das Wasser des Turgai im Sommer salzig.

## Nutzung und Infrastruktur
Der Turgai ist nicht schiffbar. Sein Wasser dient am Mittellauf der Bewässerung landwirtschaftlicher Nutzflächen. Das durchflossene Gebiet ist nur dünn besiedelt. Die bedeutendsten Ortschaften in Flussnähe sind das unweit der Entstehung des Flusses aus Schaldama und Kara-Tugai gelegene Amangeldi sowie Torghai in der Turgaisenke. Durch beide Orte führt die Straße von Arqalyq nach Irgis, die dem Tal auf der rechten Seite folgt.

## Geschichte
Im Paläozän vor etwa 60 Millionen Jahren befand sind an Stelle der heute vom Turgai in ihrem südlichen Teil durchflossenen Turgaisenke die Turgaistraße, eine Meerenge, die das südliche Tethysmeer mit dem Polarmeer verband und Europa von Asien trennte.
Bereits im 19. Jahrhundert und konkreter in der sowjetischen Ära gab es Pläne (Dawydow-Plan), einen Teil des Wassers der großen westsibirischen Flüsse, insbesondere des Ob und seines Nebenflusses Irtysch durch die Turgaisenke unter Ausnutzung des Laufes des Turgai in die trockenen, abflusslosen Becken des Tieflandes von Turan, speziell zum austrocknenden Aralsee umzuleiten, wozu es jedoch aus Kostengründen und wegen unvorhersagbarer ökologischer Auswirkungen nicht kam. Diesbezügliche Überlegungen werden jedoch bis heute immer wieder aufgegriffen, zuletzt vom kasachischen Präsidenten Nursultan Nasarbajew 2010.
Der Fluss und das nach ihm benannte Plateau waren Namensgeber für die Oblast Turgai, eine von 1868 bis 1920 existierende Verwaltungseinheit des Russischen Reiches, sowie ab 1970 für das gleichnamige Gebiet der Kasachischen SSR der Sowjetunion, das im unabhängigen Kasachstan als Gebiet Torghai noch bis zur Verwaltungsreform von 1997 bestand.